# Pipizella brevantenna
Pipizella brevantenna är en tvåvingeart som beskrevs av Cheng, Huang och Duan 1998. Pipizella brevantenna ingår i släktet rotlusblomflugor, och familjen blomflugor. Inga underarter finns listade i Catalogue of Life.